# Bulgarischer Fußballpokal 1991/92
Der Bulgarischer Fußballpokal 1991/92 war die 52. Austragung des Pokalwettbewerbs im Fußball in Bulgarien. Pokalsieger wurde Titelverteidiger Lewski-14 Sofia. Das Team setzte sich im Finale gegen Pirin Blagoewgrad durch. Durch den Sieg qualifizierte sich Lewski für den Europapokal der Pokalsieger 1992/93.

## Modus
In den ersten drei Runden und im Finale wurden die Begegnungen in einem Spiel entschieden. Bei unentschiedenem Ausgang gab es eine Verlängerung von zweimal 15 Minuten und gegebenenfalls ein Elfmeterschießen.
Von den 4. Runde bis zum Halbfinale wurde der Sieger in Hin- und Rückspiel ermittelt. Bei Torgleichheit entschied zunächst die Anzahl der auswärts erzielten Tore, danach eine Verlängerung und falls erforderlich ein Elfmeterschießen.

## Teilnehmer
| A Grupa (16) | A Grupa (16) | B Grupa (20) | B Grupa (20) |
| --- | --- | --- | --- |
| - Beroe Stara Sagora - Botew Plowdiw - PFC Dobrudscha Dobritsch - Etar Weliko Tarnowo - FC Hebar Pasardschik - Jantra Gabrowo - Lewski-14 Sofia - Lok Gorna Orjachowiza | - Lokomotive Plowdiw - Lokomotive Sofia - Minjor Pernik - Pirin Blagoewgrad - Slawia Sofia - FK Sliwen - FC Tschernomorez Burgas - ZSKA Sofia | - Akademik Swischtow - Belasiza Petritsch - FC Botew Wraza - FK Chaskowo - Dorostol Silistra - FC Dunaw Russe - Lex Lowetsch - Neftochimik Burgas - FK Pawlikeni - FK Schumen | - PFK Montana - Rosowa Dolina Kasanlak - Slantschew brjag Nessebar - FK Spartak Plewen - Spartak Warna - Swetkawiza Targowischte - Tschawdar Bjala Slatina - Tscherno More Warna - Tschumerna Elena - Welbaschd Kjustendil |
| W Grupa (64) | | | |
| - Akademik Sofia - Arda Kardschali - Assenowez Assenowgrad - FK Bankja - Botew Galabowo - Botew Nowi Pasar - FC Bdin Widin - Chraninwest Stara Sagora - Chimik Dewnja - FC Dimitrowgrad - Druschba Professor Ischirkowo - Energija Targowischte - FK Gigant Belene - Granitschar Sliwengrad - FK Iskar Roman - Jantra Polski Trambech | - Jaworow Tschirpan - Kaliakra Kawarna - FK Karlowo - OFK Kom Berkowiza - FK Kubrat - Lewski Glawiniza - FK Lewski Lom - Lewski Ljaskowez - Lokomotive Drjanowo - Lokomotive Lewski - Lokomotive Mesdra - Lokomotive Russe - Ludogorez Rasgrad - Marek Stanke Dimitrow - FK Mariza Plowdiw - Mariza-Istok Radnewo | - Minjor Rudosem - Mesta Chadschidimowo - FK Metallik Sopot - Misija Knescha - FK NSA Sofia - Owetsch Prowadija - FC Pirin Goze Deltschew - FC Pirin Raslog - Rilski Sportist Samokow - Rodopa Smoljan - Rodopi Momtschilgrad - Sarja Kruschari - Rakowski Sewliewo - Septemwri Sofia - FK Septemwri Terwel - Storgosija Plewen | - Strumska Slawa Radomir - Spartak Plowdiw - Sportist General Toschewo - FK Sportist Swoge - Swoboda Peschtera - FC Tetewen - OFK Trjawna - FK Tschepinez Welingrad - Tschernomorez Baltschik - Tschernolomez Popowo - Tscherno More Pomorie - Tundscha Jambol - Tundscha Tenewo - FK Warschez - Wichar Sawet - Wichren Sandanski |

## 1. Runde
Teilnehmer: 32 Drittligisten
| Datum              |                         | Ergebnis  |                          |
| ------------------ | ----------------------- | --------- | ------------------------ |
| 0000000000Nordost  |                         |           |                          |
| 28.08.1991         | Owetsch Prowadija       | 5:0       | Energija Targowischte    |
| 28.08.1991         | FK Kubrat               | 2:0       | Lewski Glawiniza         |
| 28.08.1991         | Chimik Dewnja           | 2:1       | Botew Nowi Pasar         |
| 28.08.1991         | Ludogorez Rasgrad       | 2:0       | Vichar Sawet             |
| 0000000000Nordwest |                         |           |                          |
| 28.08.1991         | Lokomotive Mesdra       | 2:0       | Lokomotive Drjanowo      |
| 28.08.1991         | Rakowski Sewliewo       | 3:0       | FK Warschez              |
| 28.08.1991         | FK Gigant Belene        | 0:2       | OFK Kom Berkowiza        |
| 28.08.1991         | FK Iskar Roman          | 2:1       | Lokomotive Lewski        |
| 0000000000Südost   |                         |           |                          |
| 28.08.1991         | Assenowez Assenowgrad   | 1:0       | Arda Kardschali          |
| 28.08.1991         | Tscherno More Pomorie   | 3:0       | Chraninwest Stara Sagora |
| 28.08.1991         | FK Metallik Sopot       | 2:1       | Botew Galabowo           |
| 28.08.1991         | Tundscha Jambol         | 1:3 n. V. | Mariza-Istok Radnewo     |
| 0000000000Südwest  |                         |           |                          |
| 28.08.1991         | FK Tschepinez Welingrad | 4:1 n. V. | FC Pirin Raslog          |
| 28.08.1991         | Mesta Chadschidimowo    | 4:0       | Strumska Slawa Radomir   |
| 28.08.1991         | Septemwri Sofia         | 1 3:0 1   | FC Pirin Goze Deltschew  |
| 28.08.1991         | Akademik Sofia          | 5:2       | Rodopa Smoljan           |

## 2. Runde
Teilnehmer: Die 16 Sieger der 1. Runde und weitere 32 Drittligisten
| Datum              |                           | Ergebnis              |                               |
| ------------------ | ------------------------- | --------------------- | ----------------------------- |
| 0000000000Nordost  |                           |                       |                               |
| 11.09.1991         | FK Septemwri Terwel       | 1:3                   | Druschba Professor Ischirkowo |
| 11.09.1991         | Sportist General Toschewo | 2:2 n. V. (2:4 i. E.) | Ludogorez Rasgrad             |
| 11.09.1991         | Owetsch Prowadija         | 7:3                   | Tschernolomez Popowo          |
| 11.09.1991         | Sarja Kruschari           | 4:0                   | Tschernomorez Baltschik       |
| 11.09.1991         | FK Kubrat                 | 3:2                   | Chimik Dewnja                 |
| 11.09.1991         | Kaliakra Kawarna          | 4:0                   | Lokomotive Russe              |
| 0000000000Nordwest |                           |                       |                               |
| 11.09.1991         | Misija Knescha            | 1:0                   | OFK Trjawna                   |
| 11.09.1991         | Rakowski Sewliewo         | 2:1                   | FK Lewski Lom                 |
| 11.09.1991         | Jantra Polski Trambech    | 3:0                   | OFK Kom Berkowiza             |
| 11.09.1991         | FC Tetewen                | 1:2                   | FK Iskar Roman                |
| 11.09.1991         | Lewski Ljaskowez          | 5:0                   | Lokomotive Mesdra             |
| 11.09.1991         | FC Bdin Widin             | 2:0                   | Storgosija Plewen             |
| 0000000000Südost   |                           |                       |                               |
| 11.09.1991         | Mariza-Istok Radnewo      | 1:0                   | FK Karlowo                    |
| 11.09.1991         | Jaworow Tschirpan         | 1:4                   | Assenowez Assenowgrad         |
| 11.09.1991         | FK Metallik Sopot         | 2:0                   | Spartak Plowdiw               |
| 11.09.1991         | Granitschar Sliwengrad    | 1:0                   | FC Dimitrowgrad               |
| 11.09.1991         | Tundscha Tenewo           | 0:1                   | FK Mariza Plowdiw             |
| 11.09.1991         | Tscherno More Pomorie     | 4:0                   | Rodopi Momtschilgrad          |
| 0000000000Südwest  |                           |                       |                               |
| 11.09.1991         | Minjor Rudosem            | 3:0                   | FK NSA Sofia                  |
| 11.09.1991         | FK Tschepinez Welingrad   | 1 3:0 1               | FK Sportist Swoge             |
| 11.09.1991         | FK Bankja                 | 0:5                   | Septemwri Sofia               |
| 11.09.1991         | Rilski Sportist Samokow   | 2:1                   | Swoboda Peschtera             |
| 11.09.1991         | Wichren Sandanski         | 5:1                   | Mesta Chadschidimowo          |
| 11.09.1991         | Marek Stanke Dimitrow     | 3:0                   | Akademik Sofia                |

## 3. Runde
| Datum              |                               | Ergebnis |                         |
| ------------------ | ----------------------------- | -------- | ----------------------- |
| 0000000000Nordost  |                               |          |                         |
| 25.09.1991         | Sarja Kruschari               | 4:0      | Kaliakra Kawarna        |
| 25.09.1991         | Ludogorez Rasgrad             | 3:0      | FK Kubrat               |
| 25.09.1991         | Druschba Professor Ischirkowo | 1:0      | Owetsch Prowadija       |
| 0000000000Nordwest |                               |          |                         |
| 25.09.1991         | Jantra Polski Trambech        | 1:3      | FC Bdin Widin           |
| 25.09.1991         | FK Iskar Roman                | 0:1      | Lewski Ljaskowez        |
| 25.09.1991         | Misija Knescha                | 1:2      | Rakowski Sewliewo       |
| 0000000000Südost   |                               |          |                         |
| 25.09.1991         | Granitschar Sliwengrad        | 1:0      | FK Metallik Sopot       |
| 25.09.1991         | Mariza-Istok Radnewo          | 4:2      | Assenowez Assenowgrad   |
| 25.09.1991         | FK Mariza Plowdiw             | 4:2      | Tscherno More Pomorie   |
| 0000000000Südwest  |                               |          |                         |
| 25.09.1991         | Septemwri Sofia               | 2:0      | FK Tschepinez Welingrad |
| 25.09.1991         | Rilski Sportist Samokow       | 3:1      | Wichren Sandanski       |
| 25.09.1991         | Marek Stanke Dimitrow         | 1 3:0 1  | Minjor Rudosem          |

## 4. Runde
Teilnehmer: Die 12 Sieger der 3. Runde und die 20 Zweitligisten
| Datum             |                         | Gesamt          |                               | Hinspiel | Rückspiel |
| ----------------- | ----------------------- | --------------- | ----------------------------- | -------- | --------- |
| 17.10./30.10.1991 | Marek Stanke Dimitrow   | 1:4             | Dorostol Silistra             | 1:1      | 1 0:3 1   |
| 17.10./30.10.1991 | Rakowski Sewliewo       | 3:0             | FK Pawlikeni                  | 1:0      | 2:0       |
| 17.10./30.10.1991 | Welbaschd Kjustendil    | 0:1             | Lex Lowetsch                  | 0:1      | 0:0       |
| 17.10./30.10.1991 | FC Bdin Widin           | 6:0             | Druschba Professor Ischirkowo | 1 3:0 2  | 1 3:0 2   |
| 17.10./30.10.1991 | Tscherno More Warna     | 6:2             | Tschumerna Elena              | 4:1      | 2:1       |
| 17.10./30.10.1991 | Septemwri Sofia         | 4:1             | FK Mariza Plowdiw             | 2:0      | 2:1       |
| 17.10./30.10.1991 | FC Dunaw Russe          | 2:1             | FK Schumen                    | 1:0      | 1:1       |
| 17.10./30.10.1991 | Sarja Kruschari         | 2:0             | Akademik Swischtow            | 1:0      | 1:0       |
| 17.10./30.10.1991 | PFK Montana             | 1:2             | FK Chaskowo                   | 1:1      | 0:1       |
| 17.10./30.10.1991 | Mariza-Istok Radnewo    | 3:3 (4:2 i. E.) | Swetkawiza Targowischte       | 2:1      | 1:2 n. V. |
| 17.10./30.10.1991 | Ludogorez Rasgrad       | 4:6             | Tschawdar Bjala Slatina       | 4:3      | 1 0:3 3   |
| 17.10./30.10.1991 | Spartak Warna           | 3:2             | FC Botew Wraza                | 2:0      | 1:2       |
| 17.10./30.10.1991 | Rilski Sportist Samokow | 1:3             | Granitschar Sliwengrad        | 1:0      | 1 0:3 4   |
| 17.10./30.10.1991 | Lewski Ljaskowez        | 3:5             | Rosowa Dolina Kasanlak        | 1:2      | 2:3       |
| 17.10./30.10.1991 | FK Spartak Plewen       | 3:8             | Slantschew brjag Nessebar     | 2:4      | 1:4       |
| 22.10./30.10.1991 | Neftochimik Burgas      | 2:5             | Belasiza Petritsch            | 1:3      | 1:2       |

## 5. Runde
Teilnehmer: Die 16 Sieger der 4. Runde und die 16 Erstligisten
| Datum             |                           | Gesamt          |                          | Hinspiel | Rückspiel |
| ----------------- | ------------------------- | --------------- | ------------------------ | -------- | --------- |
| 13.11./27.11.1991 | Granitschar Sliwengrad    | 1:3             | PFC Dobrudscha Dobritsch | 1:0      | 1 0:3 1   |
| 13.11./27.11.1991 | Septemwri Sofia           | 4:2             | Minjor Pernik            | 4:0      | 0:2       |
| 13.11./27.11.1991 | Jantra Gabrowo            | 2:0             | Lokomotive Plowdiw       | 2:0      | 0:0       |
| 13.11./27.11.1991 | Lewski-14 Sofia           | 5:0             | Tscherno More Warna      | 4:0      | 1:0       |
| 13.11./27.11.1991 | ZSKA Sofia                | 4:2             | Etar Weliko Tarnowo      | 4:1      | 0:1       |
| 13.11./27.11.1991 | FC Dunaw Russe            | (a)2:2(a)       | FK Sliwen                | 2:1      | 0:1       |
| 13.11./27.11.1991 | Lok Gorna Orjachowiza     | 3:6             | Beroe Stara Sagora       | 2:1      | 1:5       |
| 13.11./27.11.1991 | Spartak Warna             | 3:8             | Botew Plowdiw            | 2:3      | 1:5       |
| 13.11./27.11.1991 | Slawia Sofia              | (a)2:2(a)       | Dorostol Silistra        | 2:1      | 0:1       |
| 13.11./27.11.1991 | Tschawdar Bjala Slatina   | 02:14           | Lokomotive Sofia         | 1:3      | 01:11     |
| 13.11./27.11.1991 | Lex Lowetsch              | 1:2             | Rakowski Sewliewo        | 0:0      | 1:2       |
| 13.11./27.11.1991 | FC Hebar Pasardschik      | 2:4             | Rosowa Dolina Kasanlak   | 1:1      | 1:3       |
| 13.11./27.11.1991 | Slantschew brjag Nessebar | 0:7             | Pirin Blagoewgrad        | 0:1      | 0:6       |
| 13.11./27.11.1991 | FC Tschernomorez Burgas   | 2:2 (0:2 i. E.) | FC Bdin Widin            | 2:0      | 0:2 n. V. |
| 13.11./27.11.1991 | Belasiza Petritsch        | 3:1             | FK Chaskowo              | 3:0      | 0:1       |
| 13.11./27.11.1991 | Mariza-Istok Radnewo      | (a)3:3(a)       | Sarja Kruschari          | 3:1      | 0:2       |

## Achtelfinale
| Datum             |                          | Gesamt |                    | Hinspiel | Rückspiel |
| ----------------- | ------------------------ | ------ | ------------------ | -------- | --------- |
| 07.12./12.12.1991 | Rosowa Dolina Kasanlak   | 3:8    | Beroe Stara Sagora | 1:2      | 2:6       |
| 07.12./14.12.1991 | Jantra Gabrowo           | 2:7    | FK Sliwen          | 2:3      | 0:4       |
| 07.12./14.12.1991 | Widima-Rakowski Sewliewo | 4:1    | Septemwri Sofia    | 3:1      | 1:0       |
| 07.12./14.12.1991 | Lewski-14 Sofia          | 5:1    | Dorostol Silistra  | 0:0      | 5:1       |
| 07.12./14.12.1991 | Belasiza Petritsch       | 3:9    | Lokomotive Sofia   | 1:4      | 2:5       |
| 07.12./14.12.1991 | PFC Dobrudscha Dobritsch | 1:3    | ZSKA Sofia         | 1:1      | 0:2       |
| 07.12./14.12.1991 | FC Bdin Widin            | 0:5    | Botew Plowdiw      | 0:0      | 0:5       |
| 07.12./14.12.1991 | Pirin Blagoewgrad        | 1:0    | Sarja Kruschari    | 0:0      | 1:0       |

## Viertelfinale
| Datum             |                    | Gesamt |                          | Hinspiel | Rückspiel |
| ----------------- | ------------------ | ------ | ------------------------ | -------- | --------- |
| 04.03./18.03.1992 | Lokomotive Sofia   | 4:2    | Widima-Rakowski Sewliewo | 1:0      | 3:2       |
| 04.03./18.03.1992 | ZSKA Sofia         | 2:3    | Pirin Blagoewgrad        | 2:0      | 0:3       |
| 04.03./18.03.1992 | Botew Plowdiw      | 3:0    | FK Sliwen                | 0:0      | 3:0       |
| 04.03./18.03.1992 | Beroe Stara Sagora | 0:8    | Lewski-14 Sofia          | 0:3      | 0:5       |

## Halbfinale
| Datum             |                   | Gesamt    |                  | Hinspiel | Rückspiel |
| ----------------- | ----------------- | --------- | ---------------- | -------- | --------- |
| 01.04./15.04.1992 | Lewski-14 Sofia   | 3:2       | Botew Plowdiw    | 1:0      | 2:2       |
| 01.04./15.04.1992 | Pirin Blagoewgrad | (a)2:2(a) | Lokomotive Sofia | 1:0      | 1:2       |

## Finale
| Paarung           | Lewski-14 Sofia – Pirin Blagoewgrad |
| Ergebnis          | 5:0 (1:0) |
| Datum             | 27. Mai 1992 |
| Stadion           | Stadion Georgi Benkowski, Pasardschik |
| Zuschauer         | 10.000 |
| Schiedsrichter    | Stefan Tschakarow |
| Tore              | 1:0 Stanimir Stoilow (44. Foulelfmeter) 2:0 Stanimir Stoilow (51.) 3:0 Georgi Dimitrow (73.) 4:0 Ilian Iliew (81.) 5:0 Welko Jotow (87.) |
| Lewski-14 Sofia   | Plamen Nikolow – Petar Chubtschew, Walentin Dartilow, Stojan Pumpalow, Aleksandar Markow – Slatko Jankow, Jasen Petrow (57. Daniel Borimirow), Stanimir Stoilow (75. Krassimir Koew), Ilian Iliew – Georgi Dimitrow, Welko Jotow Cheftrainer: Iwan Wutow             |
| Pirin Blagoewgrad | Kiril Stojkow – Kostadin Trendafilow, Iwan Berbatow, Dobromir Mitow (73. Georgi Ownarski), Iwan Lardew (57. Petar Kosturkow) – Stefan Goschew, Kostadin Gergantschew, Malin Oratschew, Emil Mizanski – Boschidar Jankow, Rumen Tschakarow Cheftrainer: Boris Nikolow |